# یوگنی سالتسین
یوگنی سالتسین (ترکی آذربایجانی: ?؛ زادهٔ ۲۶ فوریهٔ ۱۹۲۹) بازیکن واترپلو اهل اتحاد جماهیر شوروی سوسیالیستی است.